# Marathon van Parijs 1979
De marathon van Parijs 1979 werd gelopen op zaterdag 24 juni 1979. Het was de vierde editie van deze marathon. De start vond plaats bij Hotel de Ville.
De wedstrijd werd bij de mannen een overwinning voor de Fransman Fernand Kolbeck in 2:18.53. Hij verbeterde hiermee het parcoursrecord, dat sinds 1976 op 2:20.58 stond. De eerst aankomende vrouw was Vreni Forster uit Zwitserland met een finishtijd van 2:51.14.
In totaal beëindigden 1953 marathonlopers de wedstrijd.

## Uitslagen

### Mannen
| rang   | naam            | land | tijd    |
| ------ | --------------- | ---- | ------- |
| Goud   | Fernand Kolbeck | FRA  | 2:18.53 |
| Zilver | Peter Alt       | GER  | 2:24.26 |
| Brons  | Roland Marquet  | FRA  | 2:28.00 |
| 4      | Nicles          | SUI  | 2:29.16 |
| 5      | Amaarouk        | FRA  | 2:29.44 |
| 6      | Mounes          | FRA  | 2:30.06 |
| 7      | Bigot           | FRA  | 2:30.23 |
| 8      | Gilbert Coutant | FRA  | 2:31.46 |
| 9      | Bernard Caraby  | FRA  | 2:32.01 |
| 10     | Poncet          | FRA  | 2:34.48 |

### Vrouwen
| rang | naam          | land | tijd    |
| ---- | ------------- | ---- | ------- |
| Goud | Vreni Forster | SUI  | 2:51.14 |

1976 ·
1977 ·
1978 ·
1979 ·
1980 ·
1981 ·
1982 ·
1983 ·
1984 ·
1985 ·
1986 ·
1987 ·
1988 ·
1989 ·
1990 ·
1991 ·
1992 ·
1993 ·
1994 ·
1995 ·
1996 ·
1997 ·
1998 ·
1999 ·
2000 ·
2001 ·
2002 ·
2003 ·
2004 ·
2005 ·
2006 ·
2007 ·
2008 ·
2009 ·
2010 ·
2011 · 
2012 · 
2013 ·
2014 ·
2015 ·
2016 ·
2017